# Carolin Leonhardt
Carolin Leonhardt (n.  ?) este o canoistă germană, medaliată olimpică. A participat la 2 ediții ale Jocurilor Olimpice (2004, 2012) în care a câștigat o medalie de aur și două medalii de argint.

## Participări
Lista de mai jos prezintă principalele competiții la care a participat Carolin Leonhardt de-a lungul carierei.